# Spilosoma zatima
Spilosoma zatima là một loài bướm đêm thuộc phân họ Arctiinae, họ Erebidae.